# Felix Maurice Charpentier
Felix Maurice Charpentier, född 1858, död 1924, var en fransk bildhuggare.
Charpentier har med säkerhet och elegans utfört bilder som Ung faun, Imporvisator (brons i Luxembourgmuseet), Fallande stjärna (ett exemplar i marmor finns på Glyptoteket i Köpenhamn).